# Регије Енглеске
Регија је јединица највишег нивоа територијалне поделе у Енглеској. Од 1994. до 2011. године користиле су се користиле за доделе функција унутар Владе, а након 2011. у статистичке и друге административне употребе као што су избори Европског парламента. Такође се користе за демаркацију НУТС регија унутар Европске уније. Регије су даље подељене на грофовије.
Енглеска има 9 регија и то су:
- Источна Енглеска
- Источни Мидландс
- Шири Лондон
- Североисточна Енглеска
- Северозападна Енглеска
- Југоисточна Енглеска
- Југозападна Енглеска
- Западни Мидландс
- Јоркшир и Хамбер